# Wakefield – 241st Street
Wakefield – 241st Street – stacja początkowa metra nowojorskiego, na linii 2. Znajduje się w dzielnicy Bronx, w Nowym Jorku i zlokalizowana jest przed stacją Nereid Avenue. Została otwarta 13 grudnia 1920.